# Élections législatives de 1978 dans l'Ardèche
Les élections législatives françaises de 1978 se déroulent les 12 et 19 mars 1978. Dans le département de l'Ardèche, trois députés sont à élire dans le cadre de trois circonscriptions.

## Élus
| Circonscription | Député sortant | Parti | Parti    | Député élu ou réélu | Parti | Parti    |
| --------------- | -------------- | ----- | -------- | ------------------- | ----- | -------- |
| 1re             | Pierre Cornet  |       | app. UDF | Pierre Cornet       |       | UDF (PR) |
| 2e              | Henri Torre    |       | UDF (PR) | Henri Torre         |       | UDF (PR) |
| 3e              | Albert Liogier |       | RPR      | Albert Liogier      |       | RPR      |

## Résultats

### Résultats à l'échelle du département
| Parti          | Parti                              | Premier tour | Premier tour | Second tour | Second tour | Sièges |
| Parti          | Parti                              | Voix         | %            | Voix        | %           | Sièges |
| -------------- | ---------------------------------- | ------------ | ------------ | ----------- | ----------- | ------ |
|                | Union pour la démocratie française | 55 863       | 35,88        | 28 093      | 27,90       | 2      |
|                | Rassemblement pour la République   | 20 002       | 12,85        | 25 203      | 25,03       | 1      |
|                | Divers droite                      | 3 155        | 2,03         |             |             | 0      |
|                | Majorité présidentielle            | 79 020       | 50,76        | 53 296      | 52,92       | 3      |
|                |                                    |              |              |             |             |        |
|                | Parti socialiste                   | 34 661       | 22,26        | Retrait     | Retrait     | 0      |
|                | Parti communiste français          | 29 979       | 19,26        | 47 407      | 47,08       | 0      |
|                | Union de la gauche                 | 64 640       | 41,52        | 47 407      | 47,08       | 0      |
|                |                                    |              |              |             |             |        |
|                | Écologie 78                        | 5 661        | 3,64         |             |             | 0      |
|                | Divers gauche                      | 3 029        | 1,95         | 0           |             |        |
|                | Lutte ouvrière                     | 2 743        | 1,76         | 0           |             |        |
|                | Mouvement des démocrates           | 323          | 0,21         | 0           |             |        |
|                | Front national                     | 271          | 0,17         | 0           |             |        |
|                |                                    |              |              |             |             |        |
| Inscrits       | Inscrits                           | 188 913      | 100,00       | 121 592     | 100,00      | 3      |
| Abstentions    | Abstentions                        | 30 706       | 16,25        | 16 820      | 13,83       |        |
| Votants        | Votants                            | 158 207      | 83,75        | 104 772     | 86,17       |        |
| Blancs et nuls | Blancs et nuls                     | 2 520        | 1,59         | 4 069       | 3,88        |        |
| Exprimés       | Exprimés                           | 155 687      | 98,41        | 100 703     | 96,12       |        |

### Résultats par circonscription

#### Première circonscription (Privas)
La circonscription de Privas (première circonscription de l'Ardèche) était composée des cantons de Bourg-Saint-Andéol, Chomérac, Le Cheylard, Privas, Rochemaure, Saint-Martin-de-Valamas, Saint-Pierreville, Vernoux-en-Vivarais, Villeneuve-de-Berg, Viviers et La Voulte-Sur-Rhône. 
Les quatre principaux candidats en lice dans cette circonscription (par ordre alphabétique) :
- Georges Chagounoff, 35 ans, maire de Saint-Vincent-de-Barrès et candidat du RPR ;
- Robert Chapuis, 44 ans, ancien secrétaire national du PSU et professeur à Paris, investi par le PS ;
- Henri Chaze, 64 ans, ancien député, conseiller général et maire de Cruas, portant les couleurs du PCF ;
- Pierre Cornet, 66 ans, député sortant et maire de Villeneuve-de-Berg, représentant l'UDF.

| Candidat                                                | Candidat                    | Parti          | Premier tour | Premier tour | Second tour | Second tour |  |
| Candidat                                                | Candidat                    | Parti          | Voix         | %            | Voix        | %           |  |
| ------------------------------------------------------- | --------------------------- | -------------- | ------------ | ------------ | ----------- | ----------- |  |
|                                                         | Pierre Cornet sortant réélu | UDF (PR)       | 16 206       | 30,15        | 28 093      | 51,41       |  |
|                                                         | Henri Chaze                 | PCF            | 13 637       | 25,37        | 26 555      | 48,59       |  |
|                                                         | Robert Chapuis              | PS             | 10 962       | 20,39        | Retrait     | Retrait     |  |
|                                                         | Georges Chagounoff          | RPR            | 8 443        | 15,71        | Retrait     | Retrait     |  |
|                                                         | Jean-Claude Piquart         | Écologie 78    | 2 397        | 4,46         |             |             |  |
|                                                         | Charles Ebert               | Divers gauche  | 1 000        | 1,86         |             |             |  |
|                                                         | Pierre Biessey              | LO             | 790          | 1,47         |             |             |  |
|                                                         | Régis Privât de Fressenel   | MDD            | 323          | 0,60         |             |             |  |
|                                                         |                             |                |              |              |             |             |  |
| Inscrits                                                | Inscrits                    | Inscrits       | 64 865       | 100,00       | 64 922      | 100,00      |  |
| Abstentions                                             | Abstentions                 | Abstentions    | 10 242       | 15,79        | 8 312       | 12,8        |  |
| Votants                                                 | Votants                     | Votants        | 54 623       | 84,21        | 56 610      | 87,2        |  |
| Blancs et nuls                                          | Blancs et nuls              | Blancs et nuls | 865          | 1,58         | 1 962       | 3,47        |  |
| Exprimés                                                | Exprimés                    | Exprimés       | 53 758       | 98,42        | 54 648      | 96,53       |  |
| Source : Data.gouv et Sud Ouest du 21 mars 1978, page 6 |                             |                |              |              |             |             |  |

##### Analyse
Battu lors des cantonales de mars 1976, Pierre Cornet avait dû faire face l'année suivante à une forte poussée de la gauche lors des municipales de 1977 qui avait pris les mairies de Bourg-Saint-Andéol, Viviers ou encore Lussas avec en plus la candidature de l'ancien secrétaire national du PSU Robert Chapuis et de son concurrent classique Henri Chaze. Le 19 mars 1978, Cornet est miraculé des urnes (alors que les voix gauche totalisaient 53,56 % au premier tour) en obtenant un quatrième mandat avec 51,41 % contre Chaze qui comme en 1973 n'a pas fait le plein de voix dans son camp. Le député sortant est en tête dans les cantons de Bourg-Saint-Andéol, Le Cheylard, Privas, Saint-Martin-de-Valamas, Saint-Pierreville et Villeneuve-de-Berg alors que le maire de Cruas est vainqueur dans les cantons de Chomérac, Rochemaure, Vernoux, Viviers et La-Voulte.

#### Deuxième circonscription (Tournon)
La circonscription de Tournon (deuxième circonscription de l'Ardèche) était composée des cantons de Annonay-Nord, Annonay-Sud, Lamastre, Saint-Agrève, Saint-Félicien, Saint-Péray, Satillieu, Serrières et Tournon. Les deux principaux candidats en lice dans cette circonscription (par ordre alphabétique) :
- Louis Gaillard, 52 ans, conseiller municipal à Tournon et candidat du Parti socialiste ;
- Henri Torre, 44 ans, ancien ministre, député sortant, conseiller général de Serrières et maire de Boulieu-lès-Annonay, candidat DVD soutenu par l'UDF et le RPR.

|                    | Henri Torre sortant réélu | UDF (PR)       | 29 513 | 52,53  |  |  |  |
|                    | Louis Gaillard            | PS             | 14 929 | 26,57  |  |  |  |
|                    | Claude Inguenaud          | PCF            | 7 300  | 12,99  |  |  |  |
|                    | Guy Tabardel              | Écologie 78    | 3 264  | 5,81   |  |  |  |
|                    | Jean-Pierre Dalicieux     | LO             | 1 167  | 2,07   |  |  |  |
|                    |                           |                |        |        |  |  |  |
| Inscrits           | Inscrits                  | Inscrits       | 67 370 | 100,00 |  |  |  |
| Abstentions        | Abstentions               | Abstentions    | 10 266 | 15,24  |  |  |  |
| Votants            | Votants                   | Votants        | 57 104 | 84,76  |  |  |  |
| Blancs et nuls     | Blancs et nuls            | Blancs et nuls | 931    | 1,63   |  |  |  |
| Exprimés           | Exprimés                  | Exprimés       | 56 173 | 98,37  |  |  |  |
| Source : Data.gouv |                           |                |        |        |  |  |  |

##### Analyse
Réélu de justesse lors d'une élection partielle en septembre et octobre 1974 à sa sortie du gouvernement avec 50,37 % contre 49,63 % pour Gaillard marqué par un fort taux d'abstention. Cette fois ci c'est au premier tour qu'Henri Torre est confirmé dans ses fonctions de député de la 2e circonscription de l'Ardèche avec un score supérieure de 52 % et qui arrive en tête dans tous les cantons. Torre doit en grande partie sa victoire aux villages et à la campagne alors que dans les grandes villes son score est de 43 % (Annonay, Guilherand...). Il faut signaler qu'Henri Torre est le dernier député élu au premier tour en Ardèche.

#### Troisième circonscription (Largentière)
La circonscription de Largentière (troisième circonscription de l'Ardèche) était composée des cantons de Antraigues, Aubenas, Burzet, Coucouron, Joyeuse, Largentière, Montpezat-sous-Bauzon, Saint-Étienne-de-Lugdarès, Thueyts, Valgorge, Vals-les-Bains, Vallon-Pont-d'Arc et des Vans. Les quatre principaux candidats en lice dans cette circonscription (par ordre alphabétique) :
- Jean-Marie Alaize, 36 ans, conseiller général d'Aubenas, représentant le PS ;
- Albert Liogier, 68 ans, député sortant et maire d'Ucel, investi par le RPR;
- Jean Moulin, 53 ans, ancien député, conseiller général de Valgorge et maire de Thueyts, soutenu par l'UDF ;
- René Vidal, 43 ans, conseiller général et maire de Barnas, portant les couleurs du PCF.

| Candidat           | Candidat                     | Parti          | Premier tour | Premier tour | Second tour | Second tour |  |
| Candidat           | Candidat                     | Parti          | Voix         | %            | Voix        | %           |  |
| ------------------ | ---------------------------- | -------------- | ------------ | ------------ | ----------- | ----------- |  |
|                    | Albert Liogier sortant réélu | RPR            | 11 559       | 25,26        | 25 203      | 54,72       |  |
|                    | Jean Moulin                  | UDF (CDS)      | 10 144       | 22,17        | Retrait     | Retrait     |  |
|                    | René Vidal                   | PCF            | 9 042        | 19,76        | 20 852      | 45,28       |  |
|                    | Jean-Marie Alaize            | PS             | 8 770        | 19,17        | Retrait     | Retrait     |  |
|                    | André Fargier                | Divers droite  | 3 155        | 6,90         |             |             |  |
|                    | Louis Berthon                | Divers gauche  | 2 029        | 4,43         |             |             |  |
|                    | Jacques Gallas               | LO             | 786          | 1,72         |             |             |  |
|                    | Jocelyne de Thoury           | FN             | 271          | 0,59         |             |             |  |
|                    |                              |                |              |              |             |             |  |
| Inscrits           | Inscrits                     | Inscrits       | 56 678       | 100,00       | 56 670      | 100,00      |  |
| Abstentions        | Abstentions                  | Abstentions    | 10 198       | 17,99        | 8 508       | 15,01       |  |
| Votants            | Votants                      | Votants        | 46 480       | 82,01        | 48 162      | 84,99       |  |
| Blancs et nuls     | Blancs et nuls               | Blancs et nuls | 724          | 1,56         | 2 107       | 4,37        |  |
| Exprimés           | Exprimés                     | Exprimés       | 45 756       | 98,44        | 46 055      | 95,63       |  |
| Source : Data.gouv |                              |                |              |              |             |             |  |

##### Analyse
Un résultat sans surprise dans cette circonscription marqué à droite, il faut voir que le score du député sortant Liogier est inférieur par rapport en 1973. Jean Moulin s'est retiré et son appel a ses électeurs pour Liogier fut bien suivi dans l'ensemble mais à gauche le PCF se tasse et les socialistes sont en progression constante depuis 1968. Albert Liogier remporte 11 cantons sur 13 (sauf les cantons de Thuyets et de Vallon-Pont-d'Arc favorable au candidat Vidal).